# Euphrasia onegensis
Euphrasia onegensis là loài thực vật có hoa thuộc họ Cỏ chổi. Loài này được Cajand. mô tả khoa học đầu tiên.